# Oberá Tenis Club
El Oberá Tenis Club es un club deportivo de la ciudad de Oberá, Misiones, fundado el 17 de enero de 1940. Su actividad más destacada es el básquet y actualmente disputa la Liga Nacional. En dicho deporte, el OTC logró en forma consecutiva dos ascensos; Liga C en la temporada 2006-07, y Liga B en la 2007-08. En 2020 compró una plaza en la Liga Nacional de Básquet y así llegó a la máxima categoría.
En la actualidad cuenta con 6 canchas de tenis, 5 de ellas iluminadas. También cuenta con una cancha de paddle, una de básquetbol cubierta, pileta de natación para chicos y grandes, canchas de vóley y fútbol cinco de arena. Para el básquet utiliza un estadio inaugurado en 2008, con capacidad para 2000 espectadores.

## Historia
El Oberá Tenis Club (OTC) fue fundado el 17 de enero de 1940 nace con el objetivo de ser un punto de encuentro para toda la sociedad, como lo es hasta el día de la fecha. Con el paso del tiempo logró incorporar y afianzar en sus actividades la práctica de diferentes deportes y otras actividades recreativas. El “Celeste” como se lo denomina desde un tiempo a esta parte, tiene más de 80 años de existencia gracias al aporte de todos los socios y de mucha gente que colabora y le da vida a la institución que es referente en Misiones.
En la última década, la institución es reconocida por los logros deportivos en el básquet profesional llegando a la segunda categoría Nacional, permaneciendo por 12° temporadas en los primeros planos. Alcanzando la Liga Nacional en 2021 y también participando de la Liga Sudamericana (tras consagrarse campeón del Súper 4 en 2020).

En el ámbito provincial, el equipo de primera y categorías formativas se consagraron campeones en muchas oportunidades, también llegando a instancias nacionales, siempre aportando jugadores a las diferentes selecciones misioneras.
Pero no solamente somos básquet, la natación es siempre protagonista del torneo obereño y regional, muchos de nuestros nadadores son campeones de juegos Evita y nos representan en todo el País. 
La práctica del tenis, es uno de los motores del club, son cientos los tenistas que todos los días utilizan las seis canchas disponibles, ya sea para aprender a jugar o la práctica recreativa.
En las instalaciones se desarrollan clases de zumba, baile, gimnasia y otras actividades que convocan a cientos de vecinos que constantemente circulan por el club.
La sede social, ubicada en calle San Luis 378, es constantemente utilizada para la realización de eventos sociales y fiestas privadas, dándole vida propia al club, durante los 365 días del año.
La primera Comisión Directiva estuvo integrada por las siguientes personas:
Presidente: Erasmo Gómez.
Vicepresidente: Luis Augusto Derna (Padre).
Secretario: Fernando Núñez Viera.
Prosecretario: Francisco González Bonacarrere.
Tesorero: Pedro Moscón.
Protesorero: Agustín Iparraguirre.

Mientras que como vocales fueron designados Leo Lutz, Luis Lampugnani, Alfonso Feversani y Ramón Rivero, según consta en los archivos de la Institución.
Cabe destacar la presidencia de Luis Derna por el lapso de 26 años. La base de la actividad era esencialmente el tenis y luego el bowling, tiempo después empezó a plasmarse la práctica activa del básquetbol, en el año 1953.[cita requerida]

## Datos del club
- Temporadas en primera división: 5 (2020-21 - actualidad)
  - Mejor puesto en la liga: 2° en temporada regular (2024-25)
  - Peor puesto en la liga: 17° en temporada regular (2020-21)
- Temporadas en Segunda división:
  - En el TNA y Liga Argentina: 10 (2008-09 - 2019/20)
    - Mejor puesto en la liga: 3.° a nivel nacional (de 21, en 2011-12)
    - Peor puesto en la liga: 14.° a nivel nacional (de 16, en 2008-09)
- Temporadas en tercera división: 2 (2006-07 y 2007-08)
  - Mejor puesto en la liga: ascendido (2007-08)
- Temporadas en Liga "C", cuarta división:
  - Mejor puesto en la liga: ascendido (2005-06)

## Plantel y cuerpo técnico

### Mercado de Invierno 2025
| Siguen de la temporada 2024-25 | Siguen de la temporada 2024-25 |
| Jugador                        | Posición                       |
| ------------------------------ | ------------------------------ |
| Fabio Demti                    | Entrenador                     |
| Agustín Brocal                 | Base                           |
| Alejo Azpilicueta              | Alero                          |
| Will Vorhees                   | Ala-pívot                      |

| Altas             | Altas     | Altas                  |
| Jugador           | Posición  | Procedencia            |
| ----------------- | --------- | ---------------------- |
| Bruno Sansimoni   | Base      | Quimsa                 |
| Lucas Andújar     | Base      | Peñarol                |
| Santiago Barrales | Alero     | Platense               |
| Noah Allen        | Alero     | Caballeros de Culiacán |
| Juan Hierrezuelo  | Ala-pívot | Ponferrada             |
| Daviyon Draper    | Ala-pívot | Olimpia                |

| Bajas              | Bajas     | Bajas                  |
| Jugador            | Posición  | Destino                |
| ------------------ | --------- | ---------------------- |
| Francisco Conrradi | Base      | Independiente de Oliva |
| Juan Laterza       | Base      | Franca BC              |
| Jonatan Torresi    | Escolta   | Libre                  |
| Agustín Barreiro   | Alero     | Boca Juniors           |
| José Ascanio       | Ala-pívot | Ciclista Olímpico      |
| Kelvin Ramirez     | Pívot     | Los Alcarrizos         |

## Entrenadores
| # | Ciclo | Entrenadores     | Mandatos  | Premios / Campeonatos                       | Premios / Campeonatos      | R      |
| # | Ciclo | Entrenadores     | Mandatos  | Colectivos                                  | Individuales               | R      |
| - | ----- | ---------------- | --------- | ------------------------------------------- | -------------------------- | ------ |
| 1 |       | Miguel Zandomeni | 2003-2005 |                                             |                            | [ 17 ] |
| 2 |       | Lucas Zurita     | 2014-2017 |                                             |                            | [ 18 ] |
| 3 |       | Sebastián Torre  | 2017-2018 |                                             |                            |        |
| 4 |       | Leandro Hiriart  | 2018-2020 | Torneo Súper 4 de La Liga Argentina 2019-20 |                            |        |
| 5 |       | Fabio Demti      | 2020-act. |                                             | Entrenador del Año 2024-25 | [ 19 ] |

## Palmarés
- Campeón Torneo Súper 4 de La Liga Argentina 2019-20.
- Subcampeón de la Liga B Temporada 2007-08.